# Lilli
Lilli ist ein weiblicher Vorname.

## Herkunft und Bedeutung

### Lilli und Lili
Lilli und Lili sind Kurzformen von Elisabeth oder anderen Namen, die die Silbe li beinhalten.

### Lilly
Lilly ist eine Variante von Lily, wird in Skandinavien allerdings auch als Kurzform von Elisabeth verwendet.

### Lily
Der englische Name Lily geht auf die lateinische Vokabel lilium „Lilie“ zurück und ist ein Symbol der Reinheit.

## Verbreitung

### International
Der Name Lilli ist als Rufname kaum verbreitet.
Lili hingegen hat sich in Ungarn unter den 20 beliebtesten Mädchennamen etabliert. Auch in Armenien und Slowenien ist der Name sehr populär.
Der Name Lily erfreut sich international großer Beliebtheit. In Australien, Belgien, Kanada, Dänemark, Frankreich, Irland, Großbritannien, Neuseeland und den USA hat er sich in den letzten 20 Jahren unter den beliebtesten Mädchennamen etabliert.
Auch der Name Lilly ist international verbreitet, wenn auch weniger beliebt als Lily.

### Deutschland
In deutschen Namensstatistiken werden Lilli, Lilly, Lili und Lily in der Regel als unterschiedliche Schreibweisen desselben Namens behandelt. Bereits zu Beginn des 20. Jahrhunderts war Lilly in Deutschland ein verbreiteter Name. Ab den 1930er Namen sank die Popularität, bis der Name schließlich nur noch ausgesprochen selten vergeben wurde. In den 1990er Jahren stieg die Beliebtheit des Namens rasch an und er etablierte sich an der Spitze der Vornamenscharts. Seit 2010 wird der Name wieder etwas seltener vergeben, im Jahr 2021 belegte er Rang 22 der beliebtesten Mädchennamen Deutschlands.
Ca. 68 % der Namensträgerinnen tragen den Namen in der Variante Lilly, die Variante Lilli wird an etwa 25 % der Namensträgerinnen vergeben, die Varianten Lily (ca. 4 %) und Lili (ca. 2 %) werden kaum gewählt.

## Varianten
Zu Varianten des Namens siehe Elisabeth und Lillian.

## Namensträger
Die folgenden Namenslisten führen Personen nur einmal auf, selbst wenn mehrere Schreibweisen für den Namen gebräuchlich sind.

### SchreibweiseLilli
- Lilli Bohnke (1897–1928), deutsche Violinistin
- Lilli von Buchka, Kurzform von Edithe Léontine von Buchka (1877–1940), deutsche Schriftstellerin
- Lilli Carati (1956–2014), italienische Filmschauspielerin
- Lilli Engel (1939–2018), deutsche Malerin und Installationskünstlerin
- Lilli Fichtner (* 1993), deutsche Schauspielerin und Sängerin
- Lilli Fischel (1891–1978), deutsche Kunsthistorikerin
- Lilli Friedemann (1906–1991), deutsche Musikerin
- Lilli Friesicke (1888–1938), deutsche Ärztin
- Lilli Gruber (* 1957), italienische Journalistin und Politikerin
- Lilli Haller (1874–1935), Schweizer Schriftstellerin
- Lilli Henoch (1899–1942), deutsche Leichtathletin
- Lilli Hollunder (* 1986), deutsch-türkische Schauspielerin
- Lilli Jahn (1900–1944), deutsch-jüdische Ärztin
- Lilli Kann (1893–1978), deutsche Schauspielerin
- Lilli Kerzinger-Werth (1897–1971), deutsche Tierbildhauerin und Malerin
- Lilli Lehmann (1848–1929), deutsche Opernsängerin und Gesangspädagogin
- Lilli Lohrer (1894–1968), deutsche Schauspielerin
- Lilli Martius (1885–1976), deutsche Kunsthistorikerin
- Lilli Marx (1921–2004), deutsche Journalistin und Verbandsfunktionärin
- Lilli Menasche, Geburtsname von Lillian Vernon (1927–2015), deutsch-amerikanische Geschäftsfrau
- Lilli Messina (* 1976), deutschsprachige Kinderbuchautorin
- Lilli Nielsen (1926–2013), dänische Psychologin
- Lilli Palmer (1914–1986), deutsche Schauspielerin
- Lilli Pöttrich (* 1954), deutsche Rechtsanwältin und Agentin
- Lilli Promet (1922–2007), estnische Schriftstellerin und Journalistin
- Lilli Purtscheller (* 2003), österreichische Fußballspielerin
- Lilli Schoenborn (1898–1987), deutsche Schauspielerin und Synchronsprecherin
- Lilli Schwarzkopf (* 1983), kirgisisch-deutsche Siebenkämpferin
- Lilli Schweiger (* 1998), deutsche Schauspielerin
- Lilli Suburg (1841–1923), estnische Schriftstellerin
- Lilli Thal (* 1960), deutsche Historikerin und Schriftstellerin
- Lilli Tyc-Holm, Kurzform von Liselotte Tyc-Holm (1921–2012), deutsche Unternehmerin
- Lilli Wislicenus-Finzelberg (1872–1939), deutsche Bildhauerin
- Lilli Zapf (1896–1982), deutsche Heimatforscherin

### SchreibweiseLillie
- Lillie P. Bliss (1864–1931), US-amerikanische Kunstsammlerin und Mäzenin
- Lillie Claus (1905–2000), österreichische Opernsängerin (Sopran)
- Lillie Delk Christian (1896–1966), US-amerikanische Jazzsängerin
- Lillie Langtry (1853–1929), britische Schauspielerin und Kurtisane
- Lillie Leatherwood (* 1964), US-amerikanische Leichtathletin
- Lillie Mae Jones, Geburtsname von Betty Carter (1929–1998), US-amerikanische Jazz-Sängerin

### SchreibweiseLili
- Lilí Álvarez (1905–1998), spanische Tennisspielerin
- Lili Baruch (1895–1966), deutsche Fotografin
- Lili Boniche (1922–2008), algerischer Sänger
- Lili du Bois-Reymond (1864–1948), deutsche Schriftstellerin
- Lili Boulanger (1893–1918), französische Komponistin
- Lili von Braunbehrens (1894–1982), deutsche Lyrikerin
- Lili Chookasian (1921–2012), US-amerikanische Opernsängerin (Alt)
- Lili Collins (* 1970), deutsche Schauspielerin
- Lili Damita (1904–1994), französisch-amerikanische Filmschauspielerin
- Lili Darvas (1902–1974), ungarische Schauspielerin
- Lili Drčar (* 1990), slowenische Biathletin
- Lili Dreßler (1857–1927), deutsche Opernsängerin und Gesangspädagogin
- Lili Droescher (1871–1944), deutsche Sozialpädagogin, Lehrerin und Kindergärtnerin
- Lili Dujourie (* 1941), belgische Künstlerin
- Lili Elbe (1882–1931), dänische Malerin und bekannte Transsexuelle
- Lili Epply (* 1995), österreichische Schauspielerin
- Lili Fischer (* 1947), deutsche Künstlerin und Kunstpädagogin
- Lili Forbath, österreichische Tischtennisspielerin
- Lili Francks, kanadische Schauspielerin und Tänzerin
- Lili Frankenstein (1889–1942), deutsche Klassische Archäologin und Pädagogin
- Lili Gesler (* 1980), ungarische Schauspielerin
- Lili Grün (1904–1942), österreichische Schriftstellerin und Schauspielerin
- Lili Haydn (* 1969), kanadische Musikerin, Komponistin und Schauspielerin
- Lili Ivanova (* 1939), bulgarische Sängerin und Musikproduzentin
- Lili Klug (1876–nach 1926), österreichisch-deutsche Theaterschauspielerin
- Lili Körber (1897–1982), österreichisch-jüdische Schriftstellerin
- Lili Kraus (1905–1986), ungarisch-britische Pianistin
- LiLi Lev, Künstlername von Liliana Lev, russische Sängerin und Schauspielerin
- Lili Liliana (1913–1989), polnische Schauspielerin
- Lili Marberg (1876–1962), deutsch-österreichische Schauspielerin
- Lili Nabholz (* 1944), Schweizer Politikerin
- Lili Parthey (1800–1829), deutsche Autorin
- Lili Pollatz (1883–1946), deutsche Reformpädagogin, Übersetzerin und religiöse Aktivistin
- Lili Reinhart (* 1996), US-amerikanische Schauspielerin
- Lili Roubiczek-Peller (1898–1966), österreichisch-amerikanische Pädagogin und Psychoanalytikerin
- Lili Schönemann (1758–1817), ehemalige Verlobte von Goethe, als „Goethes Lili“ bekannt geworden
- Lili Simmons (* 1993), US-amerikanische Schauspielerin und Model
- Lili St. Cyr (1918–1999), US-amerikanische Stripperin
- Lili Tampi (* 1970), indonesische Badmintonspielerin
- Lili Taylor (* 1967), US-amerikanische Schauspielerin
- Lili Tóth (* 1986), ungarische Schachspielerin
- Lili Werner-Rizzolli (1907–1992), österreichische Operettensängerin und Schauspielerin
- Lili Wilkinson (* 1981), australische Schriftstellerin
- Lili Winderlich (* 2000), deutsche Schauspielerin
- Lili Zahavi (* 1992), deutsche Schauspielerin
- Lili Fini Zanuck (* 1954), US-amerikanische Filmproduzentin und Filmregisseurin
- Lili Zhou (* 1980), chinesisch-amerikanische Badmintonspielerin
- Liliʻuokalani (1838–1917), Königin von Hawaiʻi

### SchreibweiseLily
- Lily Abegg (1901–1974), Schweizer Journalistin und Autorin
- Lily Addison (1885–1982), australische Tennisspielerin
- Lily Aldridge (* 1985), US-amerikanisches Model
- Lily Allen (* 1985), britische Popsängerin
- Lily van Angeren-Franz (1924–2011), deutsche Holocaust-Überlebende und Zeitzeugin
- Lily Becker-Krier (1898–1981), luxemburgische Frauenrechtlerin und Gewerkschafterin
- Lily Binda (20. Jh.), Jahrmarkts-Schaustellerin
- Lily Boeykens (1930–2005), belgische Frauenrechtlerin
- Lily Braun (1865–1916), deutsche Schriftstellerin und Frauenrechtlerin
- Lily Brett (* 1946), australisch-amerikanische Schriftstellerin
- Lily Carlstedt (1926–2002), dänische Speerwerferin
- Lily Carter (* 1990), US-amerikanische Pornodarstellerin
- Lily Castel (* 1937), belgische Sängerin
- Lily Cole (* 1987), britisches Model und Schauspielerin
- Lily Collins (* 1989), britische Schauspielerin, Model und Kolumnistin
- Lily Donaldson (* 1987), britisches Model
- Lily Ehrenfried (1896–1994), deutsche Ärztin und Heilgymnastikerin
- Lily Elsie (1886–1962), englische Schauspielerin und Sängerin
- Lily Yulianti Farid (1971–2023), indonesische Schriftstellerin und Journalistin
- Lily Garáfulic (1914–2012), chilenische Bildhauerin
- Lily Grosser (1894–1968), deutsche Friedensaktivistin
- Lily Hanbury (1874–1908), britische Schauspielerin
- Lily Harley, Künstlername von Hannah Chaplin (1865–1928), britische Tänzerin und Sängerin
- Lily Häuptner, Autorenname von Juliane Windhager (1912–1986), österreichische Schriftstellerin
- Lily Hildebrandt (1887–1974), deutsche Künstlerin
- Lily Jackson (* 1998), US-amerikanische Schauspielerin
- Lily James (* 1989), britische Schauspielerin
- Lily Jan (* 1947), taiwanisch-amerikanische Neurophysiologin
- Lily King (* 1963), US-amerikanische Autorin und Hochschullehrerin
- Lily Klee (1876–1946), deutsche Pianistin und Künstlerin
- Lily Koppel (* 1981), US-amerikanische Sachbuchautorin und Journalistin
- Lily Kronberger (1890–1974), ungarische Eiskunstläuferin
- Lily LaBeau (* 1991), US-amerikanische Pornodarstellerin
- Lily Laskine (1893–1988), französische Harfenistin
- Lily Alice Lefevre (1853–1938), kanadische Lyrikerin
- Lily Loveless (* 1990), britische Schauspielerin
- Lily Lück (* 2000), deutsche Schauspielerin
- Lily Luik (* 1985), estnische Langstreckenläuferin
- Lily Mariye (* 1964), US-amerikanische Schauspielerin und Filmemacherin
- Lily McInerny (* 1998), US-amerikanische Schauspielerin
- Lily ter Metz (* ≈1948), niederländische Badmintonspielerin
- Lily Oliver, Pseudonym von Alana Falk (* 1980), deutsche Romanautorin
- Lily Pilblad (* 2000), US-amerikanische Schauspielerin
- Lily Pincus (1898–1981), deutsch-britische Sozialarbeiterin und Autorin
- Lily Pons (1898–1976), französisch-amerikanische Opernsängerin und Filmschauspielerin
- Lily Pringsheim (1887–1954), deutsche Politikerin
- Lily Rabe (* 1982), US-amerikanische Schauspielerin
- Lily Safra (1934–2022), monegassisch-brasilianische Philanthropin
- Lily Savage, Künstlerrolle von Paul O’Grady (1955–2023), britischer Schauspieler und Komiker
- Lily Schwenger-Cords (1890–1980), deutsche Schriftstellerin
- Lily Sykes (* 1984), britische Theaterregisseurin und Schauspielerin
- Lily Ross Taylor (1886–1969), US-amerikanische Altphilologin und Althistorikerin
- Lily Tomlin (* 1939), US-amerikanische Schauspielerin und Autorin
- Lily Weiding (1924–2021), dänische Film- und Theaterschauspielerin
- Lily Weiser-Aall (1898–1987), österreichisch-norwegische Volkskundlerin und Ethnologin
- Lily Yeh (* 1941), chinesisch-amerikanische Künstlerin und Kunsthistorikerin
- Lily Yellow, Künstlername von Nina Gutknecht (* 1984), Schweizer Sängerin
- Lily Zografou (1922–1998), griechische Journalistin und Schriftstellerin

### SchreibweiseLilly
- Lilly Ackermann (1891–1976), deutsche Schauspielerin
- Lilly Andres (* 1983), deutsche Tischfußball-Spielerin
- Lilly Axster (* 1963), deutsche Theaterautorin und Regisseurin
- Lilly Becher (1901–1978), deutsche Schriftstellerin und Publizistin
- Lilly Becker (* 1976), niederländisches Model und Frau von Boris Becker
- Lilly Bølviken (1914–2011), norwegische Richterin
- Lilly Braumann-Honsell (1876–1954), süddeutsche Autorin
- Lilly Dieckmann (1882–1958), deutsche Pianistin, Salonnière
- Lilly Dillenz (1896–1964), geborene Hollitzer, österreichische Flugpionierin
- Lilly Fenichel (1927–2016), US-amerikanische Malerin
- Lilly Flohr (1893–1978), österreichische Sängerin und Schauspielerin
- Lilly Forgách (1966–2024), deutsche Schauspielerin
- Lilly Grünberg, deutschsprachige Autorin unter Pseudonym
- Lilly-Ann Hertzman (* 1973), dänische Jazzsängerin und Songwriterin
- Lilly Hoffmann, früher Bühnenname der späteren Sigrid Onegin (1889–1943), deutsche Opern- und Konzertsängerin
- Lilly Jankelowitz (1907–1944), deutsche Schauspielerin und Sängerin
- Lilly Kahil (1926–2002), französisch-schweizerische Klassische Archäologin
- Lilly Karoly (1885–1971), österreichische Schauspielerin
- Lilly Keller (1929–2018), Schweizer Künstlerin
- Lilly Kühnel (* 1953), deutsche Politikerin (SPD)
- Lilly Lazer, Künstlername von Mikko Lindström (* 1976), finnischer Gitarrist
- Lilly Liefers (* 2002), deutsche Kinderdarstellerin
- Lilly Lieser, Kurzform von Henriette Amalie Lieser (1875–1943), österreichische Kunstmäzenin
- Lilly Lindner (* 1985), deutsche Schriftstellerin
- Lilly Luisa Liebesná (1927–1944), tschechisches Holocaust-Opfer
- Lilly von Mallinckrodt-Schnitzler (1889–1981), deutsche Kunstsammlerin und Mäzenin
- Lilly McElroy (* 1980), US-amerikanische Fotografin und Aktionskünstlerin
- Lilly Marie Pettersson, tatsächlicher Name von Marie Picasso (* 1979), schwedische Sängerin und Fernsehmoderatorin
- Lilly Pulitzer (1931–2013), US-amerikanische Modeschöpferin und Designerin
- Lilly zu Rantzau (1895–1988), deutsche Schriftstellerin
- Lilly Reich (1885–1947), deutsche Designerin und Innenarchitektin
- Lilly von Sauter (1913–1972), österreichische Dichterin, Lyrikerin und Übersetzerin
- Lilly Scheuermann (1945–2024), österreichische Balletttänzerin
- Lilly Schmidt (* 1996), deutsche Volleyballspielerin
- Lilly Scholz (* 1903, † 1994), ab 1931 Lilly Gaillard, österreichische Eiskunstläuferin
- Lilly Steinschneider (1891–1975), ungarische Pilotin
- Lilly Stepanek (1912–2004), österreichische Schauspielerin
- Lilly Targownik, kurz für Liliane Targownik (* 1959), deutsche Filmemacherin und Autorin
- Lilly Towska (1901–1995), deutsche Schauspielerin
- Lilly Tschörtner (* 1980), deutsche Schauspielerin
- Lilly Wachowski (* 1967), US-amerikanische Drehbuchautorin und Filmregisseurin
- Lilly Wächter (1899–1989), deutsche Kontoristin, Pazifistin und Frauenrechtlerin
- Lilly Wust (1913–2006), deutsche Hausfrau und Hauptperson im Film Aimée & Jaguar
- Lilly Zelmanovic (1926–1999), ungarische Holocaust-Überlebende

### SchreibweiseLil
- Lil Hardin Armstrong (1898–1971), US-amerikanische Jazz-Pianistin, -Sängerin und -Komponistin
- Lil Dagover (1887–1980), deutsche Schauspielerin
- Lil von Essen (* 1963), deutsche Sängerin und Schauspielerin
- Lil Green (1901–1954), US-amerikanische Blues-Sängerin
- Lil Greenwood (1924–2011), US-amerikanische Rhythm-and-Blues- und Jazzsängerin
- Lil Hawthorne (1877–1926), US-amerikanisch-britische Varietékünstlerin
- Lil Malmkvist (* 1938), schwedische Schlagersängerin
- Lil Picard (1899–1994), deutsch-amerikanische Schauspielerin und Journalistin

### Weitere Formen
- Leelee Sobieski (* 1983), US-amerikanische Schauspielerin und Filmproduzentin
- Lyli Herse (1928–2018), französische Radrennfahrerin

### Familienname
- Laura Lilli (1937–2014), italienische Journalistin, Schriftstellerin und Feministin
- Salvatore Lilli (1853–1895), italienischer katholischer Priester und Märtyrer

## Fiktive Namensträger
- Bild-Lilli, Comicfigur
- Hexe Lilli, Hauptfigur einer Kinderbuchreihe
- Prinzessin Lillifee, Hauptfigur einer Kinderbuch- und Zeichentrickreihe
- Lily Potter, Harry Potters Mutter
- Lili Marleen, Figur eines Soldatenliedes sowie Titel eines daraus inspirierten Filmes und Name unterschiedlicher Schiffe, siehe Lili Marleen (Schiff) sowie Ocean Countess
- Baby Lilly eine Animationsfigur und ein Musikprojekt
- Lilly Turner, Hauptperson des gleichnamigen Films
- Lily Munster, eine Hauptfigur der Serien The Munsters und Familie Munster, dem Film Mockingbird Lane sowie den weiteren dazugehörigen Filmen
- Lily Aldrin, eine Hauptfigur in der Serie How I Met Your Mother
- Tiger Lily, eine Nebenfigur aus Peter Pan
- Lilly Schönauer, Gemeinschaftspseudonym einer gleichnamigen österreichischen Fernsehfilmreihe * * Lilly Wood & the Prick, französisches Folkpopduo
- Lilli Berlin, eine Band der Neuen Deutschen Welle
- Lilli (1919), deutscher Spielfilm von 1919
- Lillis Ehe, Fortsetzung des vorgenannten Spielfilms ebenfalls von 1919